# عربية الخليج الهجين
عربية الخليج الهجين هي لغة هجين منتشرة بين العمالة الأجنبية في دول مجلس التعاون الخليجي، وأساسها اللهجات العربية في دول الخليج العربي، وخاصة اللهجة الخليجية. تستخدم اللغة للتواصل بين الأجانب والعرب، وبين الأجانب ذو لغات مختلفة، وأغلب مستخدميها مهاجرين من دول جنوب آسيا وجنوب شرق آسيا. عربية الخليج الهجين هي لغة الأغلبية في عدة دول خليجية، حيث يشكل العمال الأجانب أكثرية السكان فيها.
تعود أغلب الكلمات في عربية الخليج الهجين إلى العربية الخليجية، ولكنها تأثرت بشكل كبير بلغات الأجانب في أصواتها وقواعدها، وخاصة باللغات الهندوآرية كالأردية واللغات الدرافيدية كالماليالامية.